# Монастырское (озеро, Каргопольский район)
Монастырское — пресноводное озеро на территории Печниковского сельского поселения Каргопольского района Архангельской области.

## Общие сведения
Площадь озера — 0,9 км², площадь водосборного бассейна — 214 км². Располагается на высоте 154 метров над уровнем моря.
Форма озера дугообразная, продолговатая: оно более чем на два километра вытянуто с севера на юг. Берега каменисто-песчаные, местами заболоченные.
Через озеро течёт река Лёкшма, впадающая в озёр Лача.
Острова на озере отсутствуют.
К западу от озера проходит просёлочная дорога.
Населённые пункты вблизи водоёма отсутствуют.
Код объекта в государственном водном реестре — 03010000111103000000384.